# HMS Glasgow (C21)
«Глазго» (С21) (англ. HMS Glasgow (C21) — військовий корабель, легкий крейсер типу «Таун» (1936) Королівського військово-морського флоту Великої Британії.

## Історія створення
«Глазго» (С21) був закладений 16 квітня 1935 на верфі кампанії Scotts Shipbuilding and Engineering Company, Грінок (Велика Британія) і спущений на воду 20 червня 1936. До складу Королівського ВМС крейсер увійшов 9 вересня 1937.

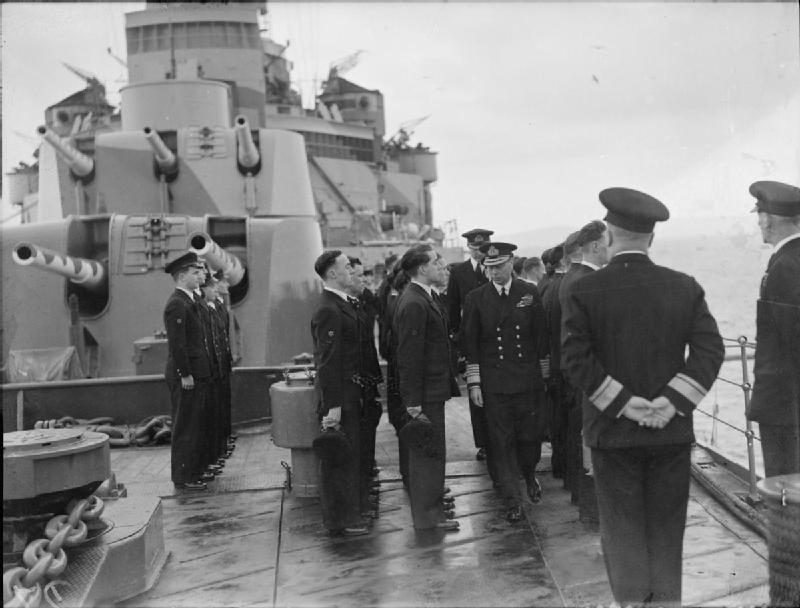
Візит королем Великої Британії Георгом VI легкого крейсеру «Глазго». березень 1943